# Beastie Boys
Els Beastie Boys són un grup de música de Nova York format en 1981 per Adam Yauch (MCA), Mike Diamond (Mike D) i Adam Horovitz (King Adrock). Van començar amb música hardcore, però més tard van canviar per música hip-hop. Durant molt de temps aquests nois blancs jueus van ser considerats una excepció en el món del hip hop, un estil dominat per artistes negres de guetos, amb algun precedent com el grup Non Phixion, també format per nois blancs jueus de Brooklyn. La banda es va dissoldre el 2012 després de la mort de Yauch i en 2014 Mike D va confirmar que els Beastie Boys no farien més música.

## Discografia
| Any  | Títol                        | Companyia       | Estils                              |
| 1982 | Polly Wog Stew               | Ratcage         | Hardcore, Punk rock                 |
| 1983 | Cooky Puss                   | Ratcage         | Punk Rock, Dub, Hip hop             |
| 1986 | Licensed to Ill              | Def Jam         | Hip hop, rap, rock                  |
| 1989 | Paul's Boutique              | Capitol Records | Hip hop, rap, funk, breakbeat       |
| 1992 | Check Your Head              | Capitol Records | Hip hop, rap, breakbeat, rock, punk |
| 1994 | Ill Communication            | Capitol Records | Hip hop, rap                        |
| 1994 | HipHop Sampler               | Capitol Records |                                     |
| 1994 | Some Old Bullshit            | Capitol Records | Punk, hardcore punk                 |
| 1995 | Aglio e Olio                 | Grand Royal     |                                     |
| 1996 | The In Sound From Way Out!   | Capitol Records | Funk, jazz                          |
| 1998 | Hello Nasty                  | Capitol Records | Hip hop, rap, breakbeat             |
| 1999 | The Sounds of Science        | Capitol Records |                                     |
| 2004 | To The 5 Boroughs            | Capitol Records | Hip hop, rap, breakbeat             |
| 2007 | The Mix-Up                   | Capitol Records | Post-punk                           |
| 2011 | Hot Sauce Committee Part Two | Capitol Records | Post-punk                           |